# Зіткнення (фільм, 1986)
«Зіткнення» (англ. Thrashin') — американський фільм Девіда Вінтерса 1986 року про скейтбординг. У фільмі з'являються справжні скейтери, такі як Тоні Альва, Тоні Хоук, Крістіан Хосой, Стів Кабальєро . 

## Сюжет
Корі Вебстер, скейтбордист-початківець з передмістя, прибуває в Лос-Анджелес, сподіваючись перемогти в майбутніх змаганнях зі швидкісного спуску. Він зупиняється у своїх друзів, де вони будують власну рампу для тренувань. Пізніше Корі та його друзі вирушають кататися на пляж у скейт-парк. Там вони спостерігають за виступами брейкдансерів та скейтерів, а також зустрічають конкурентів — агресивно настроєну банду скейтерів, що називає себе «Даггери» (Кинджали). Її учасники також планують взяти участь у змаганнях зі швидкісного спуску. Там же на пляжі Корі зустрічає симпатичну блондинку, з якою не встигає познайомитися.
Уночі Корі та його друзі вирушають до клубу, де тусуються скейтери та різноманітні панки. Того вечора в клубі грає Red Hot Chili Peppers. Там же Корі зустрічає і білявку з пляжу, з якою цього разу знайомиться. Дівчину звуть Кріссі і вона виявляється сестрою Томмі Хука, лідера даггерів. Проте вона не перебуває в банді, ба більше навіть не місцева, а приїхала на літо в гості до брата з Індіани. Усю ніч Корі та Кріссі проводять разом гуляючи містом, а вранці Томмі вичитує сестру через її нового знайомого.
Наступного разу, під час катання Корі на скейті, даггери підсипають йому під колеса жменю болтиків, через що він падає і травмує спину. Увечері ж даггери влаштовують погоню за ним на скейтах по місту, проте Корі вдається втекти, тоді даггери спалюють рампу його друзів. Наступного дня Корі йде додому до Томмі, щоб з'ясувати стосунки. Томмі викликає того ввечері на дуель. На дуелі Корі зазнає травми руки, а саме збіговисько розганяє поліція. Наступного дня Корі лається з Кріссі через те, що вона не підтримала його. У засмучених почуттях Кріссі вирішує їхати додому в Індіану.
Корі починає посилено тренуватись, розуміючи, що з травмованою рукою перемогти йому буде складно. Кріссі ж передумує їхати додому, залишає автобус і на попутках повертається до Лос-Анджелеса. У цей час проходить гонка по швидкісному спуску, яка виявляється дуже складною та екстремальною. Ближче до фінішу в лідери вибиваються Корі та Томмі, які зі змінним успіхом періодично обганяють один одного. Тим не менш, у самого фінішу Томмі робить помилку і падає зі скейту. На фініші Корі зустрічає Кріссі. До них підходить і Томмі, який визнає свою неправоту щодо сестри та її нового друга і примиряється з ними.

## У ролях
- Джош Бролін — Корі Вебстер
- Роберт Раслер — Томмі Хук
- Памела Гідлі — Кріссі
- Чак Макканн — Сем Флуд
- Брук Маккартер — Тайлер
- Джош Річман — Редлі
- Бретт Маркс — Бозо
- Девід Вагнер — Літтл Стіві
- Тоні Альва — Ті Ей
- Марк Манскі — Монк
- Шерілін Фенн — Вельвет

## Саундтрек
У фільмі показано виступ молодого гурту Red Hot Chili Peppers. В іншому в саундтреку представлені різні популярні в середині 80-х панк- і рок-виконавці, у тому числі Міт Лоуф, Devo, The Bangles, Circle Jerks, Animotion, Fine Young Cannibals та інші. Саундтрек до фільму ніколи не видавався окремо .

## Відгуки
Фільм отримав стримані відгуки. Його критикували за побитий сюжет. На думку критиків тут просто змішали «Ромео і Джульєтту» або «Вестсайдську історію» з фільмом «Хлопець-каратист». З позитивних моментів зазвичай виділяють акторський склад. У 2015 році вийшло перевидання фільму на Blu-ray, критики тоді зазначали, що це фільм свого часу і створений заради наживи на популярних на той час субкультурах, але з висоти сьогоднішнього дня він виглядає дуже мило і ностальгічно .